# Cycas scratchleyana
Cycas scratchleyana é uma espécie de cicadófita do género Cycas da família Cycadaceae, nativa da Papua-Nova Guiné. Segundo dados de 2010, a população tende a descrescer.